# Státní znak Mongolska
Státní znak Mongolska (mongolsky: Монгол улсын төрийн сүлд, Mongol ulsyn töriin süld) je tvořen modrým kulatým štítem, položeným na bílý, hnědě lemovaný lotos, sloužící jako podstavec. Ve středu štítu je zlatá kresba okřídleného, letícího koně v kombinaci se zlatým sojombem. V dolní části je stříbrné(?) kolo se zlatými loukotěmi, ovinuté hedvábnou, světle modrou stuhou hadag, a položené na pozadí, tvořené půlkruhy, přičemž vnější je světle modrý, střední zelený a vnitřní červenohnědý. Kruh je ohraničen nekonečným zlatým vzorem tumen nasan (nebo tumeň nusan(?)). V horní části je chandmani, trojitý klenot: horní červený, dolní levý modrý a dolní pravý zelený. Každý drahokam je ve čtyřech stupních sytosti, nejsvětlejší nahoře, nejtmavší dole.
Modrá barva štítu symbolizuje věčně modré nebe, sojombo představuje mongolskou nezávislost, kolo trvalou prosperitu a pozadí s půlkruhy je symbolem matka-země. Vzor orámování je symbolem věčnosti a drahokamy chandmani symbolizují minulost, současnost a budoucnost.

## Historie
V roce 1206 byl, po sjednocení mongolských kmenů, jmenován sjednotitel Temüdžin prvním Velkým chánem Mongolů – Čingischánem. Za jeho vlády byly na euroasijském kontinentu založeny základy Mongolské říše. Přibližně v té době bylo zavedeno turkomongolské slovo tug. Jednalo se o nejstarší mongolský termín pro vexiloloid, který současně plnil úlohu praporu i znaku. Tugy se vyráběly z koňských nebo jačích žíní.
Po pádu mongolské dynastie Jüan v roce 1368 dobyla Mongolsko mandžuská dynastie Čching, ovládající Čínu od roku 1636 a byly užívány mandžusko-čínské symboly. Při pokusech o nezávislost byly užívány vlajky s ideogramy Sojombo, symbolizující nezávislost a jehož původ lze najít ve staré Indii a Tibetu. Tento symbol se užíval i na první, skutečně doložitelné, státní vlajce, kterou zavedl Bogdgegén, vládce Vnějšího Mongolska na jehož (většině historického) území byl 1. prosince 1911 vyhlášen (s podporou Ruska) autonomní stát.
V roce 1915 bylo Vnější Mongolsko připojeno jako autonomní část k Číně, v roce 1919 byla autonomie zcela zrušena. V říjnu 1920 (na sklonku Ruské občanské války) následoval vpád Bělogvardějců, pod vedením Romana Fjodoroviče Ungerna von Sternberg a byla obnovena monarchie. V roce 1921 po vpádu vojsk Rudé armády na území Vnějšího Mongolska spolu s mongolskými oddíly vedenými Damdinem Süchbátarem jeho krutá vláda skončila. 13. června 1924 byla vyhlášena (s podporou Sovětského svazu, pod jehož vlivem zůstala skoro sedmdesát let) Mongolská lidová republika. Státním znakem bylo sojombo, doplněné o převázanou ratolest v dolní části.

Státní znak Mongolské lidové republiky (1924–1940)

V červnu 1940 byl zaveden nový státní znak, který vytvořil sovětský výtvarník Konstantin Innokentjevič Pomerancev. Byl tvořen kruhovým štítem zobrazující krajinu s horou, vycházející slunce s paprsky a jezdce s oštěpem na cválajícím koni. V dolní části byl štít lemován rýžovými ratolestmi, v horní tradičním mongolským vzorem tumen nasan s červenou, zlatě lemovanou, pěticípou hvězdou na vrcholu. Přes ratolesti byla položena dvě a dvě kruhová pole s vyobrazením nejdůležitějších hospodářských zvířat: krávy, jaka, kozy a ovce. V dolní části byla přes ratolesti červená stuha s názvem státu v mongolštině. Znak byl také umístěn do středu státní vlajky.
V roce 1941 byl nápis názvu státu (Mongolská lidová republika) na stuze nahrazen za zkratku v cyrilici – БНМАУ (mongolsky Бүгд Найрамдах Монгол Ард Улс).
V roce 1960 byl zaveden nový znak. Na rozdíl od předchozího znaku byli jezdec a kůň stříbrní, věnec zlatý a celý z rýžových klasů, stuha v barvách národní vlajky a zkratka státu (БНМАУ) zlatá a položená přes stříbrné ozubené kolo. Uprostřed hvězdy na vrcholu znaku byl zlatý symbol sojombo.

Státní znak Mongolské lidové republiky (1940–1941)
Státní znak Mongolské lidové republiky (1941–1960)
Státní znak Mongolské lidové republiky (1960–1992)

Po poklidné demokratické revoluci v roce 1990 se 21. listopadu 1991 změnil název státu na Mongolská republika později  (13. ledna 1992) na Mongolsko. 15. ledna 1992 byl zaveden nový státní znak, který je popsán v článku č. 12 ústavy. 12. února 1992 byla odstraněna  žluta hvězda ze symbolu sojomba na vlajce, kresba nepatrně upravena a zároveň byl symbol přesně stanoven.

## Znaky ajmagů

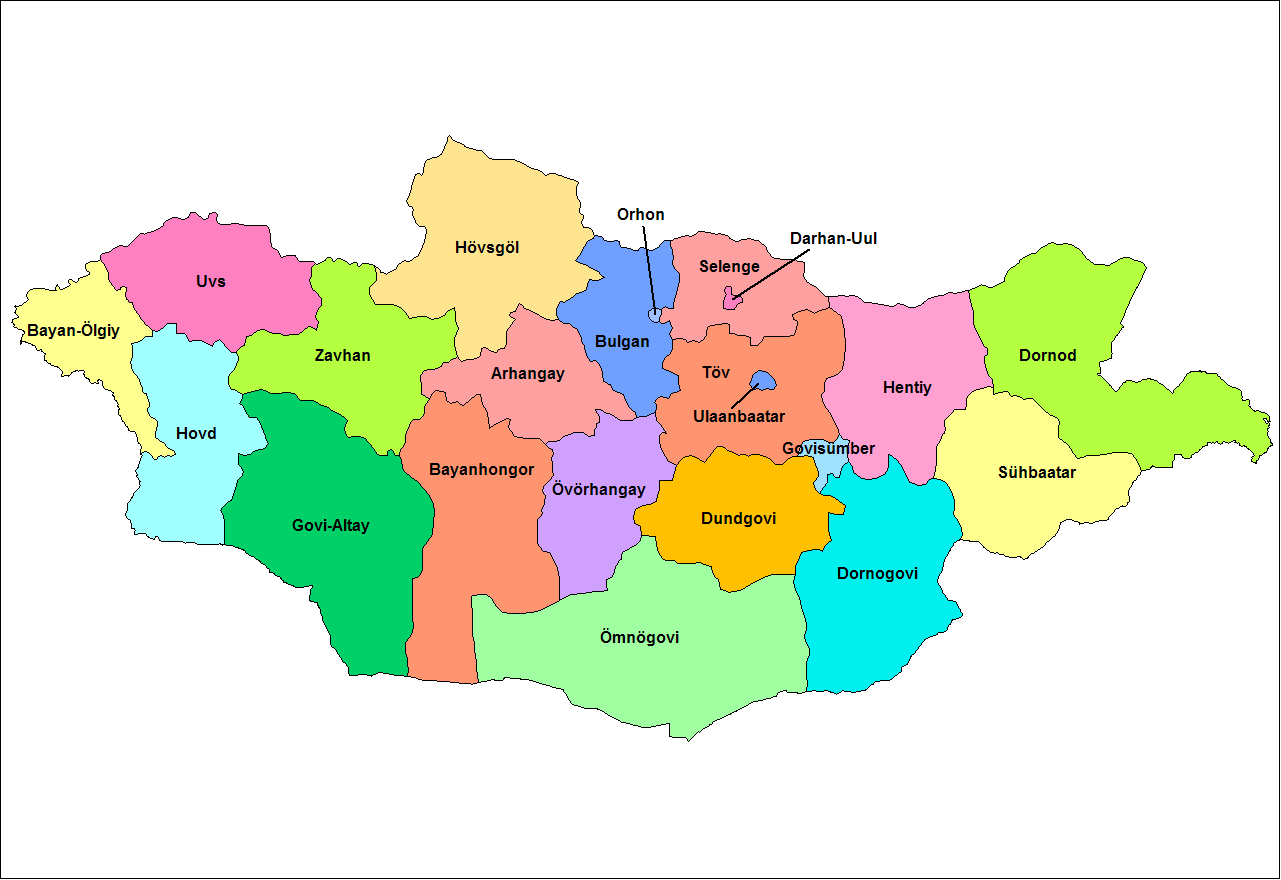
Mongolské ajmagy

Mongolsko je administrativně rozděleno na 21 ajmagů a hlavní město Ulánbátar. Všechny celky mají, kromě vlajky i svůj znak.

Hlavní město Ulánbátar
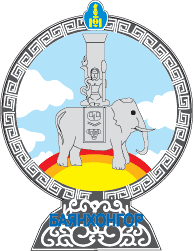
Bajanchongorský ajmag
Bajanölgijský ajmag
Bulganský ajmag
Centrální ajmag
Darchanúlský ajmag
Gobialtajský ajmag
Gobisümberský ajmag
Chentijský ajmag
Chovdský ajmag
Chövsgölský ajmag
Jihogobijský ajmag
Jihochangajský ajmag
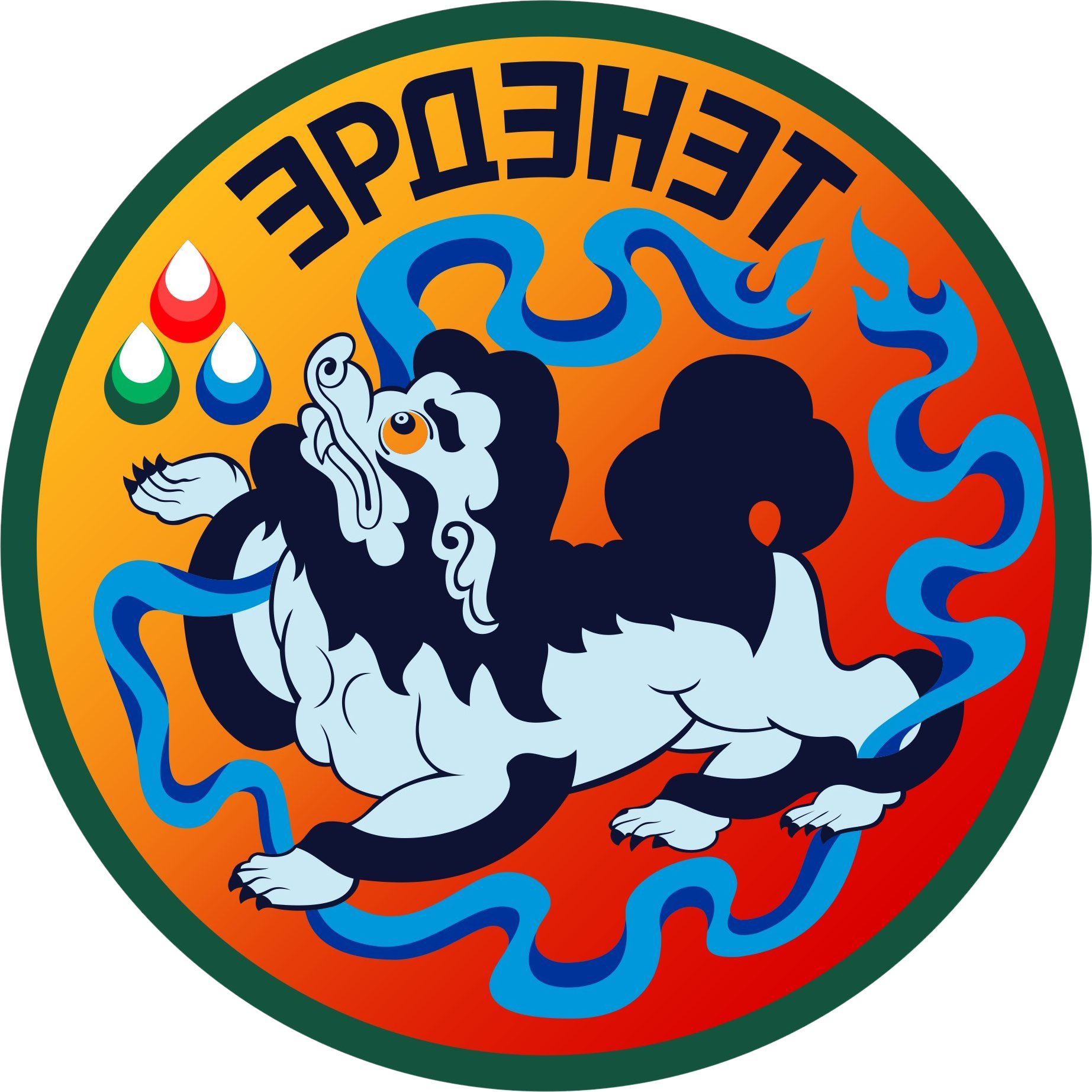
Orchonský ajmag
Selengský ajmag
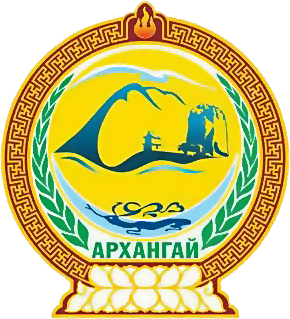
Severochangajský ajmag
Středogobijský ajmag
Süchbátarský ajmag
Uvský ajmag
Východní ajmag
Východogobijský ajmag
Zavchanský ajmag